# Frederic Remington
Frederic Sackrider Remington (Canton (New York), 4 oktober 1861 - Ridgefield, 26 december 1909) was een Amerikaans schilder en beeldhouwer gespecialiseerd in het uitbeelden van het Amerikaanse Westen. Zijn werk diende als inspiratiebron voor vele cineasten bij het maken van westerns.

## Werken

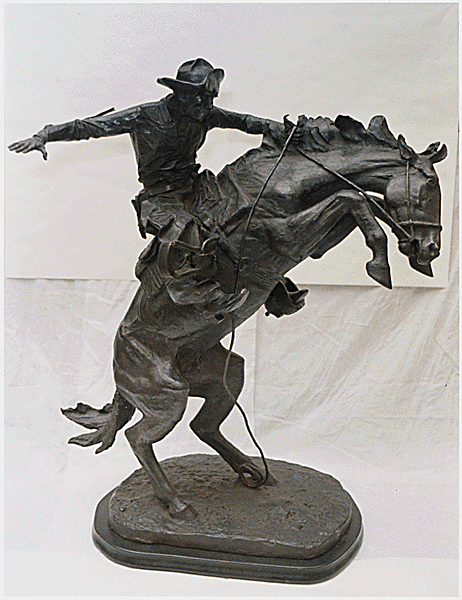
The Bronco Buster (1895)
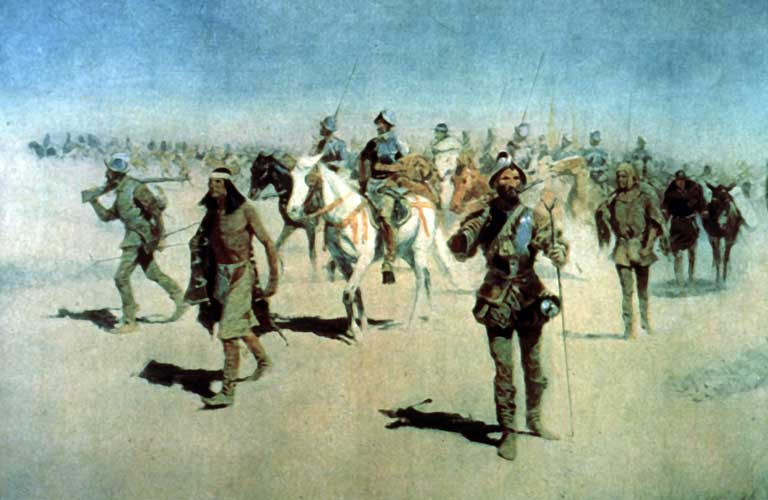
Coronado Sets Out to the North
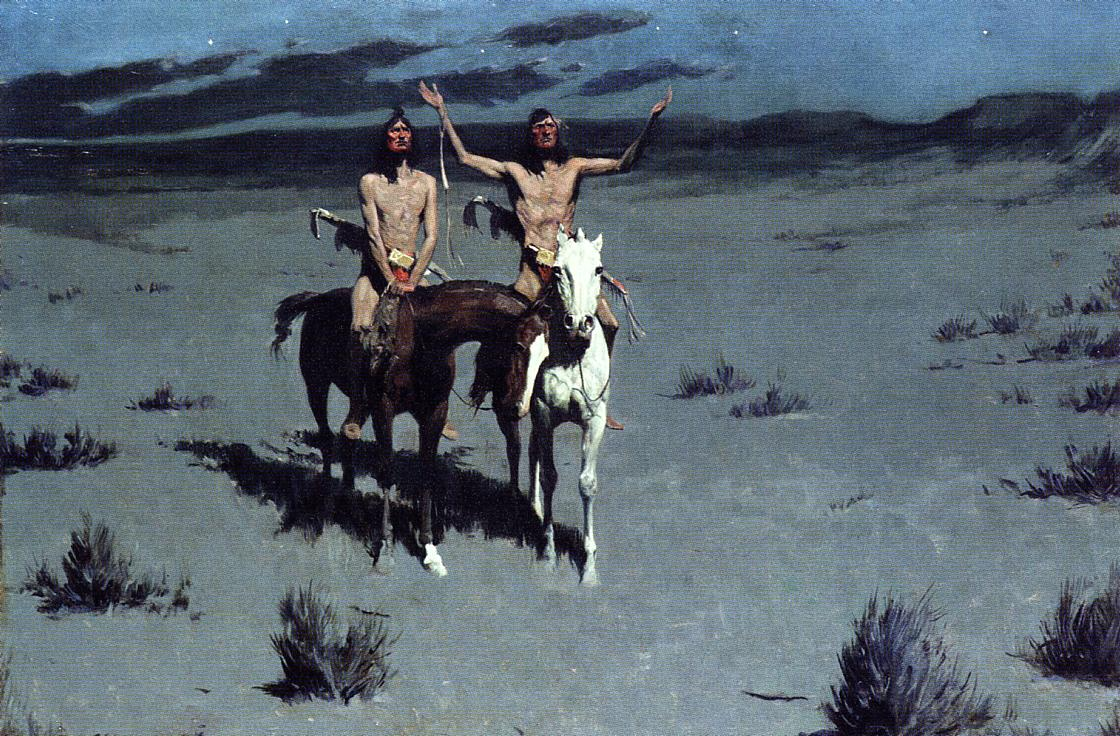
Pretty Mother of the Night—White Otter is No Longer a Boy
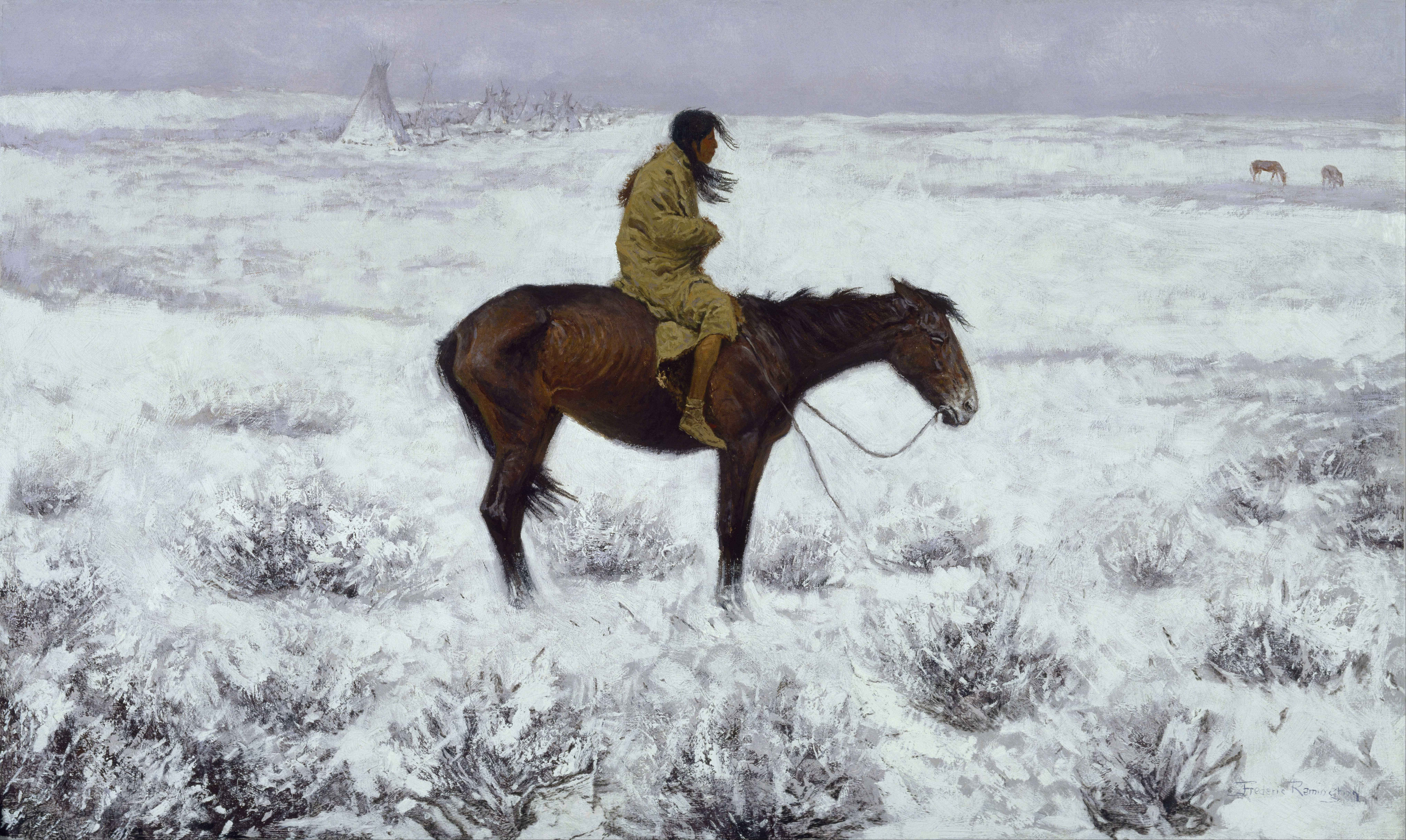
The Herd Boy
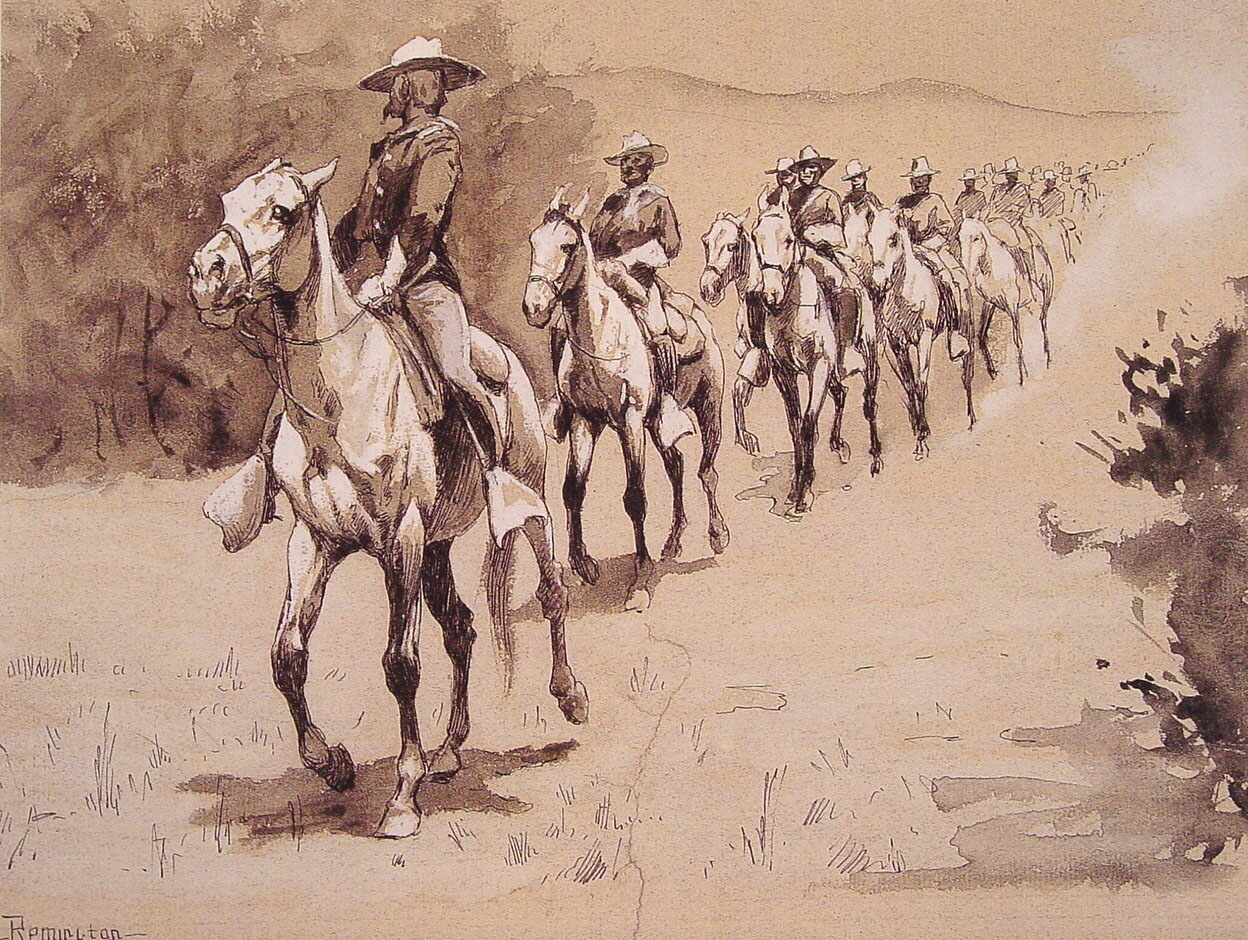
In the Desert
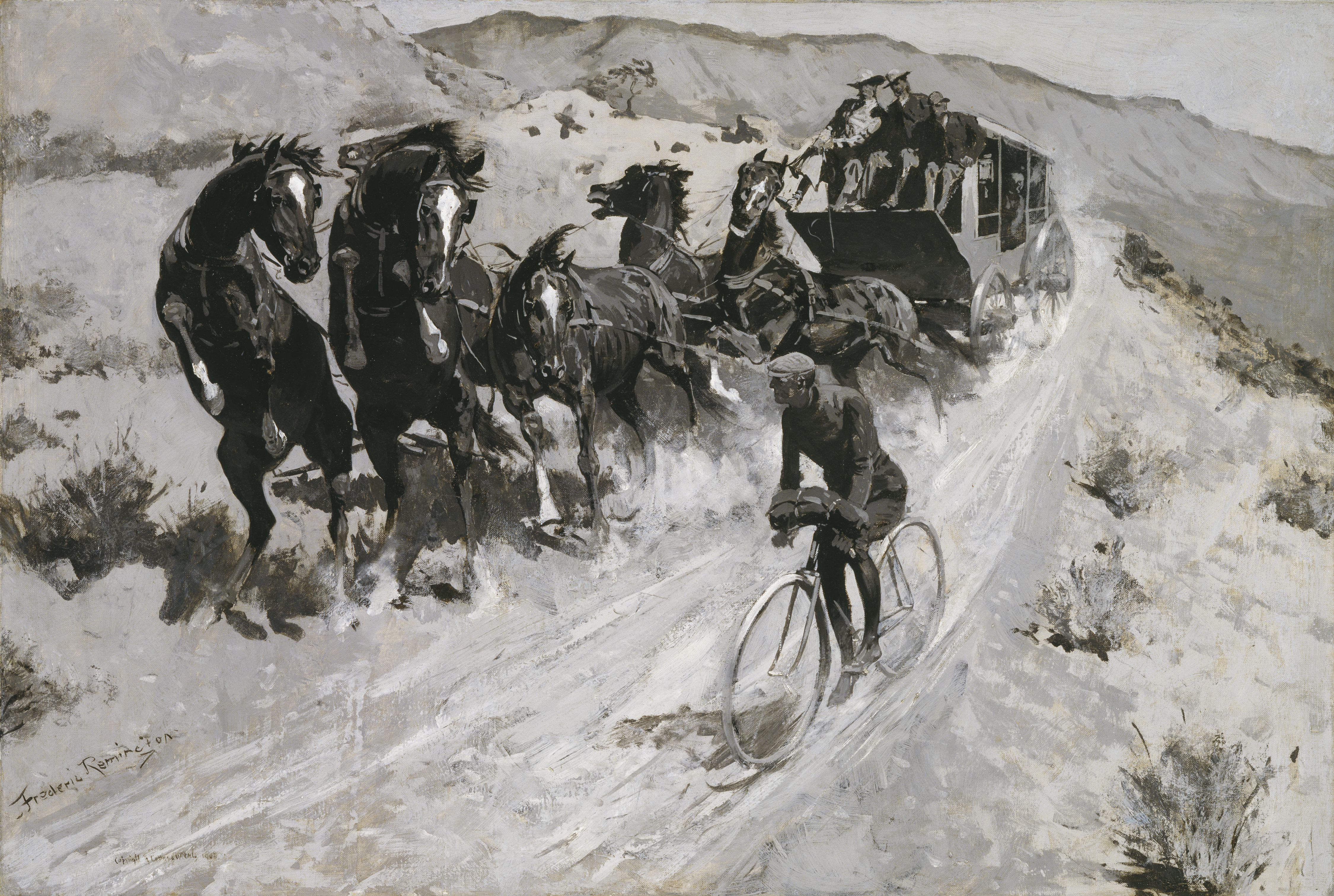
The Right of the Road – A Hazardous Encounter on a Rocky Mountain Trail (1900)
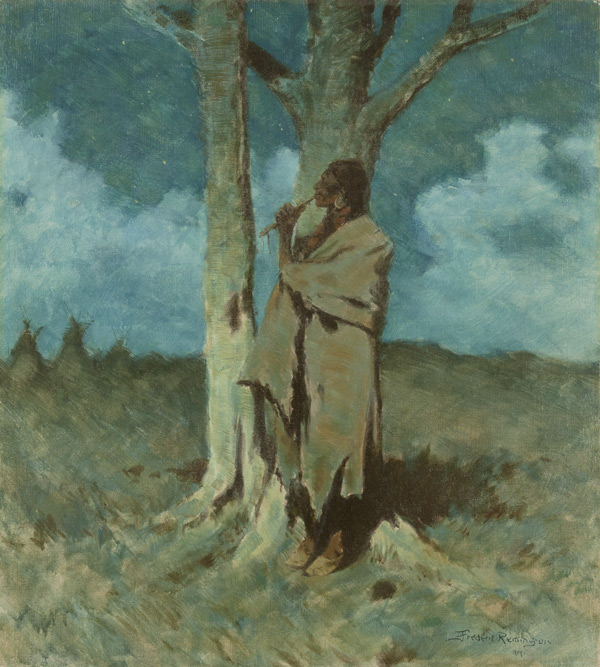
The Love Call (1909)

## Trivia
De kunstenaar speelt een hoofdrol in het Lucky Luke-album De kunstschilder.